# マズルカ作品63 (ショパン)
マズルカ 作品63（マズルカ さくひんろくじゅうさん）は、フレデリック・ショパンが1846年に作曲した作品。翌年出版された。献呈先はロール・チョスノフスカ夫人。全3曲。作曲者死の3年前という晩年の作で、落ち着いた叙情的な曲想が全曲を支配している。

## 作品63-1
Vivace
第39番、ロ長調。後の2曲と異なり、明るく晴れやかなもの。冒頭に主和音が左手オクターヴで現れ、力強さと土着の飾らない素朴さを印象付ける。右手の長三度が美しい。
中間部ではイ長調。ワルツに似た特徴的なリズム。再現部の後は、中間部の素材を繰り返してコーダとしている。右手に10度の和声があるなど演奏はやや困難。

## 作品63-2
Lento
第40番、ヘ短調。さびしく歌うようなマズルカ。半音階を巧みに入れた下降音階が寂寞とした演出をしている。中間部は変イ長調。左手の和声が単調を避けるアクセントになっている。

## 作品63-3
Allegretto
第41番、嬰ハ短調。作品63-2と対になってよく取り上げられる。主題はワルツに似た右手旋律と左手リズムで現れる。中間部は変ニ長調。主題再現部はカノンを採用している。